# 大囊岩蕨
大囊岩蕨（学名：Woodsia macrochlaena）为岩蕨科岩蕨属下的一个种。

## 扩展阅读
維基物種上的相關：大囊岩蕨